# Norton Sound

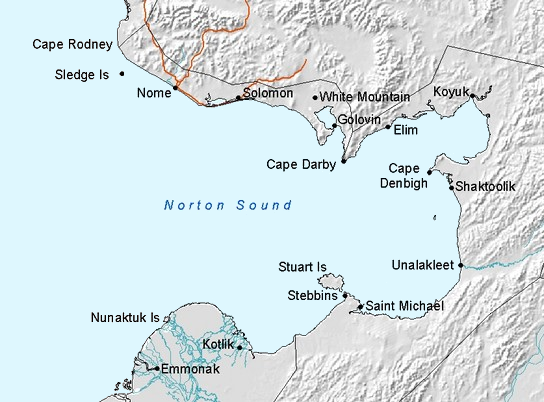
Norton Sound

Norton Sound és una petita badia (inlet) de la Mar de Bering a la costa oest d'Alaska, Estats Units, al sud de la Península Seward. Fa uns 240 km de llargada i uns 200 d'amplada. El delta del riu Yukon forma una part de la costa sud i les aigües del Yukon influencien aquesta massa d'aigua. Està lliure de gel de juny fins a octubre.
Norton Sound va ser explorat pel Capità James Cook el setembre de 1778. Va donar nom a aquesta massa d'aigua en honor de Sir Fletcher Norton, que era membre de la Cambra dels Comuns britànica.
A la zona de Norton Sound hi han viscut els Yup'ik i els Inupiat durant molts segles. Ha estat la frontera entre aquests dos pobles; el inupiat al nord i els Yup'ik al sud. La ciutat de Nome es troba a la vora del nord de Norton Sound. Les viles d'Elim, Golovin, Stebbins, White Mountain, Koyuk, Shaktoolik, St. Michael i Unalakleet es roben a la costa o als cursos d'aigua de Norton Sound. La cursa de trineus de gossos Iditarod Trail Sled Dog Race discorre entre Unalakleet i Nome.